# Saison 3 de Heartland
Chronologie
Saison 2 Saison 4
Cet article présente les épisodes de la troisième saison de la série télévisée familiale Heartland.

## Distribution

### Acteurs principaux
- Amber Marshall (VF : Isabelle Volpe ; VQ : Elisabeth Forest) : Amy Fleming
- Graham Wardle (VF : Franck Tordjman ; VQ : Nicolas Charbonneaux-Collombet) : Ty Borden
- Michelle Morgan (VF : Karine Pinoteau ; VQ : Manon Arsenault) : Lou Fleming
- Shaun Johnston (VF : Patrick Béthune ; VQ : Sylvain Hétu) : Jack Bartlett
- Chris Potter (VF : Antoine Tomé ; VQ : Daniel Picard) : Tim Fleming
- Jessica Amlee (VF : Marie Diot ; VQ : Eloisa Cervantes) : Mallory Wells
- Cindy Busby (VF : Marie Diot ; VQ : Catherine Lavoie) : Ashley Stanton
- Greta Onieogou (VF : Céline Melloul) : Soraya Duval
- Kerry James (VF : Frédéric Popovic ; VQ : Xavier Dolan) : Caleb O'Dell
- Gabriel Hogan (VF : François Vincentelli ; VQ : Maël Davan-Soulas) : Peter Morris

### Acteurs récurrents
- Wanda Cannon (VF : Coco Noël ; VQ : Élise Bertrand) : Val Stanton
- Jessica Steen (VF : Véronique Viel ; VQ : Catherine Hamann) : Lisa Stillman
- Nathaniel Arcand (VF : Pascal Casanova ; VQ : Frédéric Lavallée) : Scott Cardinal
- Tatiana Maslany : Kit Bailey

### Invités
- Ben Cardinal : Victor Whitetail (épisodes 12/16/17)
- Brian Martell : Contrôleur d'aéroport (épisodes 9/10)
- Megan Follows : Lily Borden (épisodes 7/8)
- Anna Ferguson : Madame Bell (épisodes 4/7)
- Joanna Douglas : Victoria (épisode 13)

## Production

### Développement
- De nouveaux personnages apparaiteront durant cette saison pour un court moment.
- La série sera diffusée à partir du 4 octobre 2009 du CBC.

### Casting
- L'acteur Gabriel Hogan a obtenu le statut de personnage principal pour le personnage de Peter Morris.

- L'acteur Ben Cardinal rejoint le casting le temps de 3 épisodes pour le rôle de Victor Whitetail, un ancien ami de Marion et va venir en aide a Amy.

- Les actrices Cindy Busby et Greta Onieogou obtiennent le statut d'actrices principales.

### Tournage
Filmé à High River, en Alberta et aux environs de Calgary, le tournage du pilote, écrit par Leila Basen et David Preston, et réalisé par Ron Murphy, a débuté en 2009.

## Liste des épisodes

### Épisode 1:Miracle
- Canada : 4 octobre 2009

- Daniel Fathers : Stewart Forrest
- Sebastian Pigott : Carson McMaster
- Kira Bradley : Chauffeur du bus
- Tim McLean : Aide

### Épisode 2:Petits Secrets
- Canada : 11 octobre 2009

- Tanya Clarke : Kate Kennedy
- Niamh Wilson : Taylor Kennedy

### Épisode 3:Meilleur ami de l'homme
- Canada : 18 octobre 2009

- Chris Aanderson : Dwayne
- Chad Nobert : Mike Lewis
- Mary Ashton : Lyndy Bartlett
- Dylan Korn : Justin
- Karen Ryan : Bunny

### Épisode 4:La Grange hantée
- Canada : 25 octobre 2009

- Anna Ferguson : Madame Bell
- Jack Knight : Badger
- Julian Richings : Levon Hanley
- Greg Lawson : Clintt Riley

### Épisode 5:Jours de gloire
- Canada : 1er novembre 2009

### Épisode 6:Douleurs de croissance
- Canada : 8 novembre 2009

- Ron White : Richard
- Christopher Hunt : Warden

### Épisode 7:La Barrière de départ
- Canada : 15 novembre 2009

- Ian Tracey : Wade
- Anna Ferguson : Mme Bell
- Megan Follows : Lily
- Brendan Fletcher : Liam
- Chad Nobert : Mike Lewis
- Patricia Collins : Pearl
- Darcy Dunlop : Florence
- James D. Hopkin : Martin

### Épisode 8:Le Correctif
- Canada : 22 novembre 2009

- Ian Tracey : Wade
- Micheal Rhoades : Clay
- Megan Follows : Lily
- Jonathan Keltz : Cody Dawson

### Épisode 9:Flèche brisée
- Canada : 6 décembre 2009

- Brian Martell : Contrôleur d'Aéroport
- Meredith Bailey : Marnie Gordon
- Kya Harper : Jane

### Épisode 10:Œil du loup
- Canada : 3 janvier 2010

- Brian Martell : Contrôleur d'Aéroport
- Joy Tanner : Jennifer

### Épisode 11:Remise à l'eau
- Canada : 10 janvier 2010

- Siobhan Williams : Jamie
- Nathalie Crystalle : Rachel

### Épisode 12:La Prise en compte
- Canada :17 janvier 2010

- Ben Cardinal : Victor Whitetail

### Épisode 13:Quarantaine
- Canada : 24 janvier 2010

- Joanna Douglas : Victoria
- Debra McCabe : Linde
- Patrick Creery : Journaliste

### Épisode 14:L'Heureuse Liste
- Canada : 31 janvier 2010

- Jake Church : Jake Parker
- Shae Keeber : Chelsea
- Tye Evans : Todd

### Épisode 15:Seconde Chance
- Canada : 7 mars 2010

- Meredith Bailey : Marnie Gordon
- Paula Boudreau : Caroline Hanley
- Lisa Berry : Barb Wharton

### Épisode 16:Vrille
- Canada : 14 mars 2010

- Ben Cardinal : Victor Whitetail
- Siobhan Williams : Jamie
- Nathalie Crystalle : Rachel

### Épisode 17:Anneau de feu
- Canada : 21 mars 2010

- Ben Cardinal : Victor Whitetail
- Siobhan Williams : Jamie
- Nathalie Crystalle : Rachel
- Jake Church : Jake Parker
- Torrance Coombs : Chase Powers
- Tom Eirikson : Garret
- Hugh McLennan : Présentateur

### Épisode 18:Dans les cartes
- Canada : 28 mars 2010

- Jake Church : Jake Parker
- Torrance Coombs : Chase Powers
- Hugh Delaney : Pasteur